# Єллоунайф (плем'я)

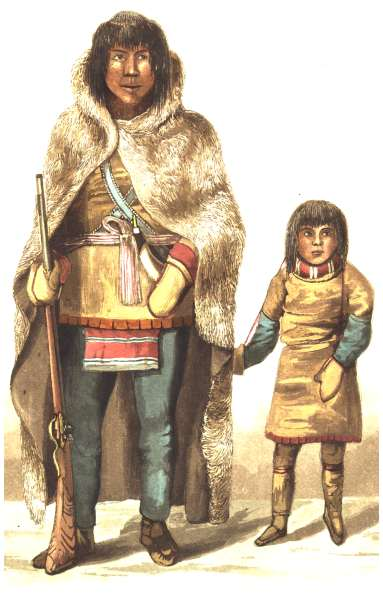
Вождь Акаїтчо, який був провідником Джона Франкліна, зі своїм єдиним сином. Роберт Гуд, 1821

Єллоунайф (англ. Yellowknives, Yellow Knives, букв. «жовті ножі», також відомі як «червоні ножі», «мідні індіанці», самоназва T'atsaot'ine) — за трактуванням авторів енциклопедії Handbook of North American Indians, це було регіональне відгалуження народу чипеваян у Канаді, чия чисельність протягом більшої частини XIX століття коливалася біля 200 осіб. Назва, від якої також походить назва муніципалітету Єллоунайф, пояснюється тим, що вони виготовляли свої знаряддя з міді.
Громада проживала на північ від Великого Невільничого озера і на схід від Великого Ведмежого озера.
Нині поглинена чипеваянами.
Нинішня громада Yellowknives Dene First Nation чисельністю 1370 осіб (грудень 2010—січень 2011) складається з представників народу догриб («собачі ребра»).